# Batman din viitor
Batman din viitor (în engleză Batman of the Future, cunoscut de asemenea ca Batman Beyond în Statele Unite) este un serial de animație de televiziune american cu supereroi bazat pe supereroul DC Comics Batman. Creat de Paul Dini, Alan Burnett și Bruce Timm și produs de Warner Bros. Television Animation, serialul și-a început difuzarea pe Kids' WB pe 10 ianuarie 1999 și s-a încheiat pe 18 decembrie 2001. După 52 de episoade împărțite în trei sezoane și un film lumgmetraj direct-pe-video, serialul a fost încheiat în favoarea serialului de animație Liga Dreptății. Prezentând un Batman adolescent (Terry McGinnis) într-un Gotham City futurist sub tutelajul unui Bruce Wayne mai în vârstă, Batman din viitor este al patrulea serial (ultimul în ordine cronologică) al Universului animat DC și servește ca un sequel atât la Batman: Serialul de Animație (1992–1995) cât și la Noile Aventuri cu Batman (1997–1999).
Deși anunțul inițial al serialului a avut parte de păreri împărțite, Batman din Viitor a fost apreciat de critici și a obținut o urmărire cultă. În ciuda faptului că a fost conceput ca un serial spin-off pentru copii de către Warner Bros. Animation, a sfârșit a fi mai întunecat decât predecesorul său Batman: Serialul de Animație.
Difuzarea în România a fost pe Cartoon Network ca parte a blocului Toonami.

## Episoade
| Nr.          | Titlu în română | Titlu original               |
| ------------ | --------------- | ---------------------------- |
|              |                 |                              |
| PRIMUL SEZON |                 |                              |
|              |                 |                              |
| 01           |                 | Rebirth                      |
| 02           |                 | Rebirth                      |
|              |                 |                              |
| 03           |                 | Black Out                    |
|              |                 |                              |
| 04           |                 | Golem                        |
|              |                 |                              |
| 05           |                 | The Winning Edge             |
|              |                 |                              |
| 06           |                 | Dead Man’s Hand              |
|              |                 |                              |
| 07           |                 | Meltdown                     |
|              |                 |                              |
| 08           |                 | Heroes                       |
|              |                 |                              |
| 09           |                 | Spellbound                   |
|              |                 |                              |
| 10           |                 | Shriek                       |
|              |                 |                              |
| 11           |                 | A Touch Of Curaré            |
|              |                 |                              |
| 12           |                 | Disappearing Inque           |
|              |                 |                              |
| 13           |                 | Ascension                    |
|              |                 |                              |
| SEZONUL 2    |                 |                              |
|              |                 |                              |
| 14           |                 | Splicers                     |
|              |                 |                              |
| 15           |                 | Earth Mover                  |
|              |                 |                              |
| 16           |                 | Joyride                      |
|              |                 |                              |
| 17           |                 | Lost Soul                    |
|              |                 |                              |
| 18           |                 | Hidden Agenda                |
|              |                 |                              |
| 19           |                 | Bloodsport                   |
|              |                 |                              |
| 20           |                 | Once Burned                  |
|              |                 |                              |
| 21           |                 | Hooked Up                    |
|              |                 |                              |
| 22           |                 | Rats!                        |
|              |                 |                              |
| 23           |                 | Mind Games                   |
|              |                 |                              |
| 24           |                 | Revenant                     |
|              |                 |                              |
| 25           |                 | Babel                        |
|              |                 |                              |
| 26           |                 | Terry’s Friend Dates A Robot |
|              |                 |                              |
| 27           |                 | Eyewitness                   |
|              |                 |                              |
| 28           |                 | Final Cut                    |
|              |                 |                              |
| 29           |                 | The Last Resort              |
|              |                 |                              |
| 30           |                 | Armory                       |
|              |                 |                              |
| 31           |                 | Sneak Peek                   |
|              |                 |                              |
| 32           |                 | The Eggbaby                  |
|              |                 |                              |
| 33           |                 | Zeta                         |
|              |                 |                              |
| 34           |                 | Plague                       |
|              |                 |                              |
| 35           |                 | April Moon                   |
|              |                 |                              |
| 36           |                 | Sentries Of The Last Cosmos  |
|              |                 |                              |
| 37           |                 | Payback                      |
|              |                 |                              |
| 38           |                 | Where’s Terry?               |
|              |                 |                              |
| 39           |                 | Ace In The Hole              |
|              |                 |                              |
| SEZONUL 3    |                 |                              |
|              |                 |                              |
| 40           |                 | Big Time                     |
|              |                 |                              |
| 41           |                 | Untouchable                  |
|              |                 |                              |
| 42           |                 | King’s Ransom                |
|              |                 |                              |
| 43           |                 | Betrayal                     |
|              |                 |                              |
| 44           |                 | Out Of The Past              |
|              |                 |                              |
| 45           |                 | Speak No Evil                |
|              |                 |                              |
| 46           |                 | Inqueling                    |
|              |                 |                              |
| 47           |                 | Unmasked                     |
|              |                 |                              |
| 48           |                 | Curse Of The Kobra           |
| 49           |                 | Curse Of The Kobra           |
|              |                 |                              |
| 50           |                 | The Call                     |
| 51           |                 | The Call                     |
|              |                 |                              |
| 52           |                 | Countdown                    |
|              |                 |                              |

## Legături externe
- Site web oficial
- Batman din viitor la Big Cartoon DataBase
- Batman din viitor la Internet Movie Database
- en Batman din viitor la TV.com